# Мочалково
Мочалково — деревня в Опочецком районе Псковской области России. Входит в состав Звонской волости.
Расположена в 2 км к западу от озера Исенно (Есино), в 33 км к югу от города Опочка и в 4 км к западу от деревни Лобово.
Численность населения по состоянию на 2000 год составляла 12 человек, на 2012 год — 9 человек.
До 2005 года деревня входила в состав ныне упразднённой Лобовской волости с центром в д. Лобово.